# Município de Jackson (condado de Jackson, Ohio)
O município de Jackson (em inglês: Jackson Township) é um município localizado no condado de Jackson no estado estadounidense de Ohio. No ano de 2010 tinha uma população de 1.311 habitantes e uma densidade populacional de 13,05 pessoas por km².

## Geografia
O município de Jackson encontra-se localizado nas coordenadas 39° 09′ 07″ N, 82° 43′ 06″ O. Segundo a Departamento do Censo dos Estados Unidos, o município tem uma superfície total de 100.49 km², da qual 100,47 km² correspondem a terra firme e (0,03 %) 0,03 km² é água.

## Demografia
Segundo o censo de 2010, tinha 1.311 habitantes residindo no município de Jackson. A densidade populacional era de 13,05 hab./km². Dos 1.311 habitantes, o município de Jackson estava composto pelo 93,44 % brancos, o 4,5 % eram afroamericanos, o 0,23 % eram amerindios, o 0,08 % eram asiáticos, o 0,15 % eram insulares do Pacífico e o 1,6 % eram de uma mistura de raças. Do total da população o 0,46 % eram hispanos ou latinos de qualquer raça.